# Bakhtiyor Ashurmatov
Bakhtiyor Ashurmatov (Kokand, RSS de Uzbekistán; 25 de marzo de 1976) es un exfutbolista y entrenador de fútbol de Uzbekistán que jugaba en la posición de defensa. Actualmente es el entrenador del Kokand 1912 de la Liga de fútbol de Uzbekistán.

## Carrera

### Club
| Periodo   | Club                     |
| --------- | ------------------------ |
| 1994–1997 | MHSK Tashkent            |
| 1998–1999 | Pakhtakor Tashkent       |
| 2000      | FC Dustlik               |
| 2001–2002 | Pakhtakor Tashkent       |
| 2003      | FC Alania Vladikavkaz    |
| 2003      | FC Torpedo-Metallurg     |
| 2004–2005 | Pakhtakor Tashkent       |
| 2005–2006 | FC Krylia Sovetov Samara |
| 2007–2009 | FC Bunyodkor             |
| 2010      | Xorazm FK Urganch        |
| 2011–2012 | Lokomotiv Tashkent       |

### Selección nacional
Jugó para Uzbekistán en 54 ocasiones de 1997 a 2008 y anotó un gol, el cual fue en la victoria por 3-0 ante Palestina en Taskent el 9 de junio de 2004 por la clasificación de AFC para la Copa Mundial de Fútbol de 2006. También participó en dos ediciones de la Copa Asiática.

### Entrenador
| Periodo   | Club              |
| --------- | ----------------- |
| 2012–2013 | FK Guliston       |
| 2014      | Navbahor Namangan |
| 2015      | Uzbekistán sub-22 |
| 2016      | FC Andijon        |
| 2018–2019 | FC AGMK           |
| 2019      | FK Buxoro         |
| 2019      | FC Surxon Termez  |
| 2020–     | Kokand 1912       |

## Logros

### Jugador
- Uzbek League (9): 1997, 1998, 2000, 2002, 2004, 2005, 2007, 2008, 2009
- Uzbek Cup (6): 1995, 2000, 2001, 2002, 2004, 2005, 2008